# Wat je ziet ben je zelf
Wat je ziet ben je zelf is een Nederlands televisieprogramma dat sinds maart 2009 wordt uitgezonden op RTL 4. Het programma, dat elke woensdag om half elf te zien is, wordt gepresenteerd door Dyanne Beekman.
In Wat je ziet ben je zelf gaat styliste Dyanne Beekman samen met haar team aan de slag met stellen die (te) weinig tijd aan zichzelf besteden. Naast een totale metamorfose van de koppels, wordt er ook aan hun relatie gewerkt.

## Afleveringen
| Afl. | Datum         | Kijkcijfers     | Marktaandeel |
| ---- | ------------- | --------------- | ------------ |
| 1    | 18 maart 2009 | 286.000 kijkers | 5.6          |
| 2    | 25 maart 2009 | 350.000 kijkers | 7.3          |